# The First Session
The First Session è un EP della band alternative rock Hole, pubblicato il 26 agosto 1997.

## Il disco
L'EP contiene le prime sessioni in studio delle Hole, risalenti al 1990.
L'etichetta Sympathy For The Record Industry aveva già pubblicato 3 delle 4 tracce come primo singolo delle Hole nel mese di aprile 1990, mentre Turpentine, la prima canzone in assoluto ad essere registrata dal gruppo, non era mai stata pubblicata.
Nel booklet si trovano un'intervista del gruppo al magazine Flipside (#68, settembre/ottobre 1990), foto, flyers e testi scritti a mano.
I produttori sono il gruppo stesso e Falling James Moreland, leader dei Leaving Trains ed allora marito di Courtney Love.

## Tracce
1. Retard girl – 4:48
2. Phonebill song – 1:48
3. Turpentine – 4:02
4. Johnnies in the bathroom – 2:18

## Formazione
- Courtney Love - voce e chitarra
- Eric Erlandson - chitarra
- Jill Emery - basso
- Caroline Rue - batteria